# 工布杜鹃
工布杜鹃（学名：Rhododendron kongboense）为杜鹃花科杜鹃花属下的一个种。

## 扩展阅读
- 維基物種上的相關：工布杜鹃